# 湯斌

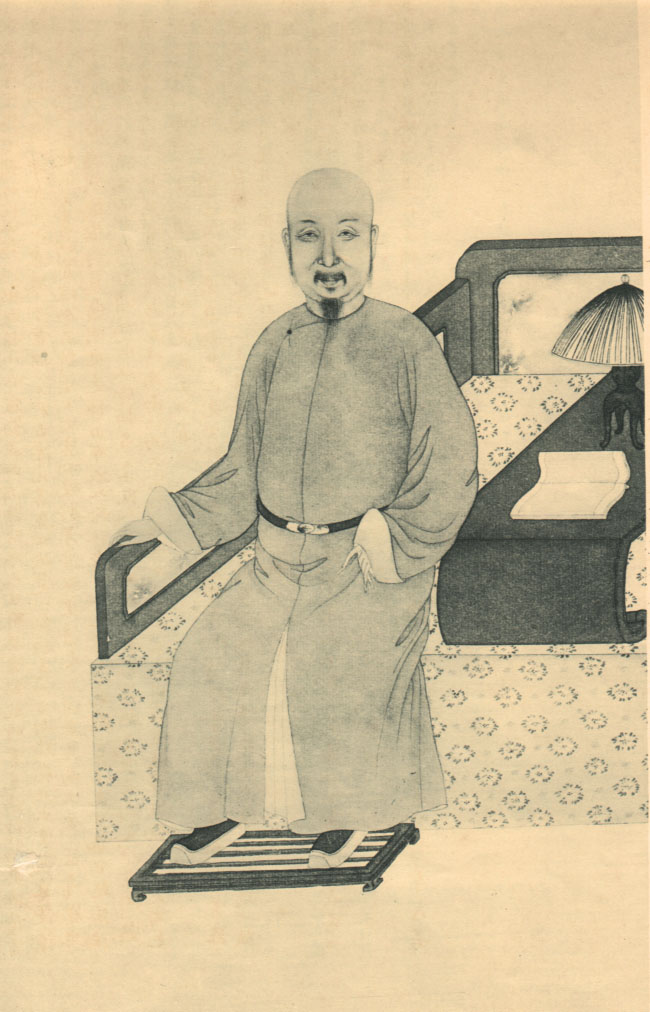
《清代學者象傳》の湯斌

湯 斌（とう ひん、天啓7年（1627年） - 康熙26年（1687年）10月）は、清代初期の朱子学者。河南省帰徳府睢州（現在の睢県）の出身。字は孔伯。号は荊峴、後に潜庵。諡号は文正。

## 経歴
明の建国時に軍功を挙げた軍戸の家に生まれ、父の湯契祖は明末に陝西按察使副使に登用された。教育熱心な母の趙氏の元で幼少時より『孝経』などの書物を読んで学んだ。崇禎15年（1642年）、故郷が李自成の軍に落とされた時、母の命で湯契祖の母を連れて避難中であった湯斌は難を逃れたものの、捕えられた母は李自成軍を賊軍と罵って殺害される（『明史』巻303 列女3 趙氏伝）。湯斌は父とともに浙江に逃れるが、順治2年（1645年）清軍が順（李自成）軍をやぶると、故郷に戻ってこれに帰順して、科挙に応じて生員となる。後に孫奇逢を師として学び、その著書である『理学宗伝』を校訂している。順治9年（1652年）に進士に挙げられて庶吉士となり、『明史』に参加した後に陝西潼関道副使・嶺北道参政などを歴任した後、父の高齢を理由に一旦帰郷する。康熙13年（1674年）に河南の儒学者の伝記を集成した『洛水篇』を著す。康熙17年（1678年）に博学鴻儒に挙げられて翰林院侍講に任じられて『明史』の編纂に復帰して総裁となるとともに李光地とともに儒臣として康熙帝の側に侍した。康熙帝による『性理精義』・『朱子大全』編纂の実際の編纂作業は彼と李光地によるところが大きかった。康熙23年（1684年）に内閣学士に任じられ、続いて江寧巡撫に任じられる。康熙25年（1686年）に礼部尚書・詹事府事に任じられるが、彼を敵視する内閣大学士ミンジュ（納蘭明珠）に睨まれて翌年辞任する。康熙帝は改めて工部尚書に任じてこれを慰留するが、湯斌はこれを辞退する。だが、辞退が認められないうちに病で倒れ61歳で没した。後、乾隆元年（1736年）に文正の諡号が贈られ、道光2年（1822年）には孔子廟に従祀された。
湯斌は清代初期における朱子学再興を主導し、康熙帝からは「真の道学者」と評価（『大清十朝聖訓』聖祖仁皇帝巻23「任官」康熙23年6月丁巳条）された。また、黄宗羲とも親交が篤かった。その一方で、陸隴其・張烈らの陽明学排除論にも批判的で、師の孫奇逢とともに朱子学が空理空論に陥りやすい弊害を戒め、実事実行を重視する陽明学の中でも採るべきところはあり、真の道学確立にはその調和を必要するとした。彼の考えは日本の陽明学者大塩中斎の『洗心洞箚記』にも引用されている。また、実直な人物であり当時未だに抵抗を続けていた明の遺臣に対して反逆者として扱わずに寛容な処分を求めたために弾劾された時、湯斌は「元が『宋史』を編纂した時に文天祥や謝枋得の忠を諱まなかったし、明が『元史』を編纂した時に丁好礼や巴顔布哈の義を諱まなかった」と述べて、順治帝からもっともな意見であるとして罪を問われなかった（『清史稿』巻265 列伝52「湯斌伝」）。江寧巡撫などの地方官としては一切の金品を授受せず自ら率先して風俗の粛正にあたり、郭琇など有能で清廉な地方官を配置し、郷約・保甲・社倉の制度を再興して荒廃した地域の再興に尽くした。だが、当時の権力者であったミンジュやその側近への賄賂を拒否したことが後に追い落とされる原因となった（なお、湯斌の没後に彼を追い落とした納蘭明珠が失脚したのは、当時御史であった郭琇がその不正を告発したのが原因であった）。
著書に『洛学篇』（2巻）・『明史稿』（20巻）・『睢州志』（5巻）などがあり、没後に門人らがまとめた『湯子遺書』（10巻）がある。